# Low cost
Pour les articles homonymes, voir Low cost (homonymie).

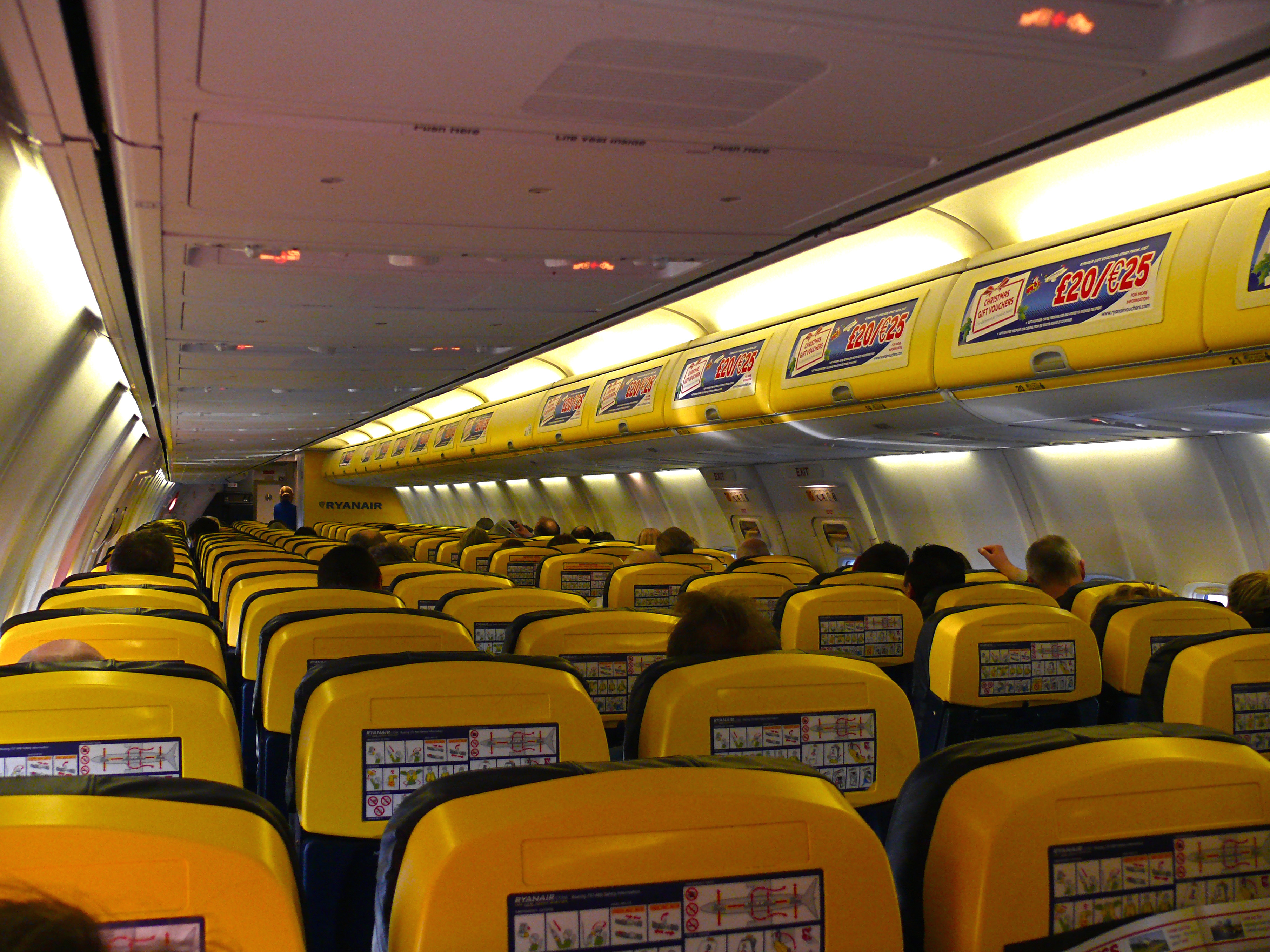
Cabine d’un 737-800 de Ryanair, une compagnie aérienne low-cost. On peut y voir la simplicité de la cabine, ce qui représente le concept du low-cost.

Une entreprise low cost, ou à bas coûts ou encore  à bas prix est un modèle d'entreprise caractérisé par une offre de produits manufacturés et de services réduite à l'essentiel, par une annonce de prix attractifs aux clients et par le maintien d'un niveau de marge élevé pour l'entreprise. Cela repose sur un marketing revendiquant une réduction de coût d'exploitation qui serait répercutée sur les prix. Des services annexes peuvent être proposés contre un supplément de tarif. Ce type d'offre implique une réduction de coût d'exploitation plus forte que dans d'autres entreprises, la simplification maximale des procédures d'entreprise (dits process en anglais) et une pression plus forte sur les personnels (salaires, productivité),,.
La démarche du low cost est l'inverse de celle de la montée en gamme. 
Le low cost est notamment utilisé par les compagnies aériennes à bas prix mais aussi dans l'ameublement, la téléphonie mobile, l'habillement, l'assurance, l'industrie hôtelière, l'automobile, dans la communication d'entreprise média, hors média ou interne, ou dans les services à la personne, à destination des particuliers avec des coiffeurs, de l'alimentaire (hard-discount) mais aussi à destination des entreprises avec des prestations intellectuelles telles que des services linguistiques, communication, etc.

## Équivalents français de l'expression
La Commission d'enrichissement de la langue française recommande  d'utiliser les expressions françaises « à coûts réduits » ou « à bas coûts » à la place de low cost. Elle précise cependant que lorsque des entreprises proposent des prix bas en réduisant uniquement leur marge ou commercialisent des produits bas de gamme, elles ne pratiquent pas une stratégie à coûts réduits. On peut alors parler d'un produit ou d'un service « premier prix », « à prix réduit », « à prix cassé », « à bas prix », « bon marché », « économique » ou « vendu à prix d'appel ».

## Historique
En France, le modèle à « bas prix » a débuté dans la distribution de produits courants: vêtements avec l'enseigne Tati (1948) ou l'alimentaire avec les épiceries discount de Michel-Édouard Leclerc (1949) qui annoncent les supermarchés classiques. Viendront ensuite les hard-discount Leader Price, Aldi, Lidl ... dans les années 1970-1980. La clientèle était essentiellement les personnes à faible revenus. Dans les années 1980 également l'enseigne Ikea s'implante en France dans le secteur de l'ameublement.
Les années 2000 voient le développement de ce modèle dans le transport aérien, et divers services. Il cesse alors de s'adresser seulement aux personnes à faible revenus.
À partir de 2005 environ, de grandes entreprises low cost ont axé leur publicité en direction de « consommateurs malins », terme inventé pour convaincre les clients dont le budget est précieux de fréquenter ce type de commerce (exemple : la chaine Saturn et son slogan « radin malin »).
À partir de 2007, le low cost a été encouragé par le gouvernement français afin de pallier la stagnation ou baisse des revenus,,.
En 2008, le livre No Low cost  (EAN 9782354170547) met en lumière les inconvénients de ce modèle économique. Selon ses observateurs, le low cost accompagnerait la France (entre autres) vers une « sous civilisation » de la consommation.
En 2009 (environ), les "consommateurs malins" deviennent clients du low cost de moins en moins par choix, mais de plus en plus par nécessité (à cause de la baisse de leur revenus),.

## Critiques

### Socioéconomique
Sur le plan socioéconomique : en France, en janvier 2013 à l'occasion d'une interview du réalisateur du  film documentaire Nos vies discount (voir section filmographie), Télérama écrit « Le road-movie dans l'Europe low cost de Frédéric Brunnquell le démontre : plus qu'une tendance marketing de crise, le discount révèle une transition économique mondiale. »

Dans l'interview qui suit, le réalisateur conclut « En économie, il n’y a pas de miracle : si les prix sont bas, c’est que quelque part, il y a un travailleur discount lui aussi. Le discount a un vrai prix et ce prix, on le paye tous les jours. Et on va continuer à le payer dans les années à venir, avec des salaires qui vont baisser, une protection sociale qui sera moins confortable, une société toujours plus tirée vers le bas. »
Dans son acception phénoménologique, le "low-cost" est analysé comme un trait marquant du capitalisme au XXIe siècle. La pratique de consommation se déplaçant sur les services, les rapports humains -et plus généralement à un environnement- sont touchés. Plus qu'un simple phénomène économique limitant les capacités de dépense des individus, le low-cost, par exemple appliqué au voyage, devient un phénomène de nivellement par le bas tendant à gommer les spécificités culturelles. C'est un état d’esprit, un rapport au monde par un type de consommation qui mine tant les rapports humains que les ressources environnementales.

### Stratégie d'entreprise
Le low cost peut parfois se retourner contre une entreprise, par exemple en France la marque Dacia, qui est introduite par Renault à destination des Français les moins riches (modèle Dacia Logan). Elle se retrouve acquise par la classe moyenne dont le revenu diminue, ce qui diminue les ventes sur le secteur milieu de gamme de Renault.

### Salariés
Certains se plaignent d'une exigence de productivité plus importante que dans la grande distribution classique, de conditions de travail moins bonnes, et de salaires plus bas que la moyenne de leur profession. À noter que le low cost, par sa simplification tend à employer moins de personnel que ses concurrents et à avoir davantage recours aux délocalisations.

### Filmographie
- « La vie low cost, une bonne affaire ? »(Archive.org • Wikiwix • Archive.is • Google • Que faire ?) (consulté le 16 mai 2017) (3 min)
- « Beauvais : Embarquement low cost »(Archive.org • Wikiwix • Archive.is • Google • Que faire ?) (consulté le 16 mai 2017), de Laure Delalex, 2010.
- La Face cachée du low cost : enquête sur le système Ryanair, de Enrico Porsia, 2011.
- Nos vies discount, documentaire réalisé par Frédéric Brunnquell, 2012, 52 min, AMIP-multimedia (diffusé sur France 2 le 29/01/2013). Ce film s'intéresse aux conséquences socioéconomies de plusieurs entreprises discount : Ryanair, Renault/Dacia, Lidl et ALDI.